# Guangshui
Guangshui (en chino simplificado, 广水; pinyin, Guǎngshuǐ) es una ciudad de la provincia de Hubei en China. Administrativamente es una ciudad-condado dependiente de Suizhou. Guangshui era conocida como el condado de Yingshan (应山县; 應山縣) antes de diciembre de 1988.

## Demografía
La población del distrito era de 917504 habitantes en 1999.